# Liste des œuvres d'art du Haut-Rhin
Cet article vise à recenser les œuvres d'art dans l'espace public du Haut-Rhin, en France.

## Liste
Les œuvres sont classées par ordre alphabétique de communes et, au sein de celles-ci, par ordre chronologique d'installation, dans la mesure des informations disponibles.

### Sculptures
| Œuvre                                    | Auteur                                           | Commune            | Localisation                                                        | Notes                                                                                         | Installation | Coordonnées                      | Illustration                             |
| ---------------------------------------- | ------------------------------------------------ | ------------------ | ------------------------------------------------------------------- | --------------------------------------------------------------------------------------------- | ------------ | -------------------------------- | ---------------------------------------- |
| Monument à Jean Macé,                    | Albert David                                     | Beblenheim         | Intersection de la route du Vin et de la rue du 5 Décembre (RD 300) | Représente Jean Macé.                                                                         | 1955         | 48° 09′ 28″ nord, 7° 19′ 12″ est | Image manquante                          |
| Sainte Odile                             | Gérard Ambroselli                                | Bennwihr           | À déterminer                                                        |                                                                                               | 1987         | 48° 08′ 40″ nord, 7° 19′ 29″ est | Image manquante                          |
| Des Hauts du Geilenberg                  | Claude Bonnot                                    | Bergholtzzell      | À déterminer                                                        |                                                                                               | À déterminer | à géolocaliser                   | Image manquante                          |
| Jean-Jacques Henner                      | Joseph Louis Enderlin                            | Bernwiller         | À déterminer                                                        |                                                                                               | À déterminer | à géolocaliser                   | Image manquante                          |
| Sculpture                                | Nicolas Kessler                                  | Blotzheim          | À déterminer                                                        |                                                                                               | À déterminer | à géolocaliser                   | Image manquante                          |
| Monument Bartholdi                       | Louis Noël                                       | Colmar             | Dans un parc, à côte de la cour d'appel, avenue Raymond-Poincaré    |                                                                                               | 1907         | 48° 04′ 14″ nord, 7° 21′ 15″ est | Monument Bartholdi                       |
| Buste de Charles Xavier Thomas de Colmar | À déterminer                                     | Colmar             | À déterminer                                                        | Représente Charles Xavier Thomas de Colmar.                                                   | À déterminer | à géolocaliser                   | Buste de Charles Xavier Thomas de Colmar |
| Buste de Hansi                           | À déterminer                                     | Colmar             | À déterminer                                                        | Représente Hansi.                                                                             | À déterminer | 48° 04′ 39″ nord, 7° 21′ 17″ est | Buste de Hansi                           |
| Les grands Soutiens du monde             | Auguste Bartholdi                                | Colmar             | Dans la cour du musée Bartholdi                                     |                                                                                               | 1909         | 48° 04′ 36″ nord, 7° 21′ 28″ est | Les grands Soutiens du monde             |
| Monument Hirn                            | Auguste Bartholdi                                | Colmar             | Dans le square Hirn                                                 |                                                                                               | 1894         | 48° 04′ 24″ nord, 7° 21′ 21″ est | Monument Hirn                            |
| Monument au général Rapp                 | Auguste Bartholdi                                | Colmar             | Sur la place Rapp                                                   | Classé MH (1945).                                                                             | 1856         | à géolocaliser                   | Monument au général Rapp                 |
| Monument à Martin Schongauer             | Auguste Bartholdi                                | Colmar             | À déterminer                                                        | Érigé sur une fontaine en 1863 dans le préau du cloître du musée Unterlinden. Retiré en 1958. | 2015         | 48° 04′ 46″ nord, 7° 21′ 21″ est | Monument à Martin Schongauer             |
| Statue du tonnelier alsacien             | Auguste Bartholdi                                | Colmar             | Au sommet de la maison des têtes                                    |                                                                                               | 1902         | à géolocaliser                   | Statue du tonnelier alsacien             |
| Statue de la Liberté                     | Auguste Bartholdi                                | Colmar             | À déterminer                                                        |                                                                                               | 2004         | 48° 06′ 31″ nord, 7° 21′ 49″ est | Statue de la Liberté                     |
| Monument Pfeffel                         | Copie par Charles Geiss d'après André Friederich | Colmar             | Dans le square Pfeffel                                              |                                                                                               | 1927         | 48° 04′ 32″ nord, 7° 21′ 28″ est | Monument Pfeffel                         |
| Rendez-vous                              | Maritta Winter                                   | Goldbach-Altenbach | À déterminer                                                        |                                                                                               | À déterminer | à géolocaliser                   | Image manquante                          |
| Thalie                                   | À déterminer                                     | Illzach            | À déterminer                                                        |                                                                                               | À déterminer | à géolocaliser                   | Thalie                                   |
| L'Eau de Lauw                            | Catherine Fellmann                               | Lauw               | À déterminer                                                        |                                                                                               | 2005         | 47° 45′ 25″ nord, 7° 01′ 06″ est | Image manquante                          |
| Saint Fulrade                            | À déterminer                                     | Lièpvre            | À déterminer                                                        |                                                                                               | 1963         | 48° 16′ 15″ nord, 7° 16′ 59″ est | Image manquante                          |
| L'Arbre                                  | Yves Carrey                                      | Mulhouse           | Parc à sculptures du Nouveau Bassin                                 |                                                                                               | 2003         | à géolocaliser                   | Image manquante                          |
| Buste d'Auguste Lustig                   | À déterminer                                     | Mulhouse           | Dans le square Steinbach                                            | Représente Auguste Lustig.                                                                    | À déterminer | 47° 44′ 41″ nord, 7° 20′ 15″ est | Buste d'Auguste Lustig                   |
| Cristaux                                 | Pierre Watzky                                    | Mulhouse           | Parc à sculptures du Nouveau Bassin                                 |                                                                                               | À déterminer | à géolocaliser                   | Image manquante                          |
| La Danse des Trois                       | Alix Vonderweidt                                 | Mulhouse           | Parc à sculptures du Nouveau Bassin                                 |                                                                                               | 2005         | à géolocaliser                   | Image manquante                          |
| Girafe                                   | Françoise Matt-Halm                              | Mulhouse           | Parc à sculptures du Nouveau Bassin                                 |                                                                                               | 2004         | à géolocaliser                   | Image manquante                          |
| Hector                                   | Renato Montanaro                                 | Mulhouse           | Parc à sculptures du Nouveau Bassin                                 |                                                                                               | 2009         | à géolocaliser                   | Image manquante                          |
| La Jonque                                | Vincente Blanchard                               | Mulhouse           | Parc à sculptures du Nouveau Bassin                                 |                                                                                               | 2001         | à géolocaliser                   | Image manquante                          |
| Juli                                     | Yves Lemarque                                    | Mulhouse           | Parc à sculptures du Nouveau Bassin                                 |                                                                                               | 2010         | à géolocaliser                   | Image manquante                          |
| Maternité                                | Georges Hanskens                                 | Mulhouse           | Parc à sculptures du Nouveau Bassin                                 |                                                                                               | 2008         | à géolocaliser                   | Image manquante                          |
| Nos ombres en attendant la nuit          | Christian Lapie                                  | Mulhouse           | Parc à sculptures du Nouveau Bassin                                 |                                                                                               | 2007         | à géolocaliser                   | Image manquante                          |
| Ourobouros                               | Kristian Ingold                                  | Mulhouse           | Parc à sculptures du Nouveau Bassin                                 |                                                                                               | 2007         | à géolocaliser                   | Image manquante                          |
| Réserve (pour tout bagage...)            | Anne-Marie Schoen                                | Mulhouse           | Parc à sculptures du Nouveau Bassin                                 |                                                                                               | 2004         | à géolocaliser                   | Image manquante                          |
| Space                                    | Jean-Pierre Raynaud                              | Mulhouse           | À déterminer                                                        |                                                                                               | 2002         | 47° 45′ 00″ nord, 7° 20′ 21″ est | Image manquante                          |
| Le Ménétrier                             | Paul Brutschi                                    | Ribeauvillé        | À déterminer                                                        |                                                                                               | 1957         | 48° 11′ 33″ nord, 7° 19′ 32″ est | Image manquante                          |
| Le Ménétrier                             | Hughes Hilberer et Régis Hilberer                | Ribeauvillé        | À déterminer                                                        |                                                                                               | 2008         | 48° 11′ 38″ nord, 7° 19′ 20″ est | Image manquante                          |
| La Ville de Ribeauvillé du XIXe siècle   | André Friederich                                 | Ribeauvillé        | À déterminer                                                        |                                                                                               | 1862         | 48° 11′ 46″ nord, 7° 18′ 59″ est | La Ville de Ribeauvillé du XIXe siècle   |
| Buste de Jean Zuber                      | À déterminer                                     | Rixheim            | À déterminer                                                        | Représente Jean Zuber.                                                                        | 1897         | à géolocaliser                   | Buste de Jean Zuber                      |
| L'Althurégocampe                         | Chéni                                            | Saint-Amarin       | À déterminer                                                        |                                                                                               | À déterminer | à géolocaliser                   | Image manquante                          |
| Buste d'Auguste Scheurer-Kestner         | À déterminer                                     | Thann              | Dans le parc Albert Ier                                             | Représente Auguste Scheurer-Kestner.                                                          | À déterminer | à géolocaliser                   | Buste d'Auguste Scheurer-Kestner         |
| Buste de Nathan Katz                     | À déterminer                                     | Waldighofen        | À déterminer                                                        | Représente Nathan Katz.                                                                       | À déterminer | à géolocaliser                   | Buste de Nathan Katz                     |
| Les Sources de l'Ill                     | Anne Rochette                                    | Winkel             | Source de l'Ill                                                     |                                                                                               | 2002         | 47° 27′ 36″ nord, 7° 15′ 52″ est | Les sources de l'Ill                     |

### Monuments aux morts
| Œuvre | Auteur | Commune | Localisation | Notes | Installation | Coordonnées | Illustration |
| ----- | ------ | ------- | ------------ | ----- | ------------ | ----------- | ------------ |

### Fontaines
| Œuvre                          | Auteur                        | Commune                | Localisation                                                                                       | Notes                                                         | Installation | Coordonnées                      | Illustration                   |
| ------------------------------ | ----------------------------- | ---------------------- | -------------------------------------------------------------------------------------------------- | ------------------------------------------------------------- | ------------ | -------------------------------- | ------------------------------ |
| Fontaine de la Vierge          | À déterminer                  | Altkirch               | Sur la place de la République                                                                      | Classé MH (1987).                                             | À déterminer | à géolocaliser                   | Fontaine de la Vierge          |
| Fontaine de l'Homme Sauvage    | À déterminer                  | Ammerschwihr           | Sur la place de l'Ancien-Hôtel-de-Ville                                                            | Classé MH (1965).                                             | À déterminer | à géolocaliser                   | Fontaine de l'Homme Sauvage    |
| Monument à l'amiral Bruat      | Auguste Bartholdi             | Colmar                 | Sur le champ-de-Mars                                                                               | Classé MH (1946).                                             | À déterminer | 48° 04′ 33″ nord, 7° 21′ 10″ est | Fontaine de l'Amiral Bruat     |
| Fontaine Roesselmann           | Auguste Bartholdi             | Colmar                 | Sur la place des Six-Montagnes-Noires                                                              |                                                               | 1888         | 48° 04′ 26″ nord, 7° 21′ 24″ est | Fontaine Roesselmann           |
| Fontaine Schwendi              | Auguste Bartholdi             | Colmar                 | Sur la place de l'Ancienne-Douane                                                                  |                                                               | 1898         | 48° 04′ 33″ nord, 7° 21′ 34″ est | Fontaine Schwendi              |
| Statue du petit vigneron       | Auguste Bartholdi             | Colmar                 | Dans une niche du marché couvert, à l'intersection de la rue des Vignerons et de la rue des Écoles | La statue originale de 1867 est conservée au musée Bartholdi. | 1986         | 48° 04′ 29″ nord, 7° 21′ 34″ est | Statue du petit vigneron       |
| Fontaine de Saint-Léon         | À déterminer                  | Eguisheim              | Sur la place du château Saint-Léon                                                                 | Également appelée Leobrunna.                                  | 1836         | 48° 02′ 34″ nord, 7° 18′ 23″ est | Fontaine de Saint-Léon         |
| Fontaine du Marché             | À déterminer                  | Eguisheim              | Intersection de la Grand-Rue et de la rue monseigneur Stumpf                                       | Inscrit MH (1934). Également appelée Matktbrunnen.            | 1557         | 48° 02′ 35″ nord, 7° 18′ 19″ est | Fontaine du Marché             |
| Fontaine de la Vierge          | À déterminer                  | Eguisheim              | À déterminer                                                                                       | Également appelée Mietergottesbrunna.                         | 1885         | à géolocaliser                   | Image manquante                |
| Fontaine Porte Basse           | À déterminer                  | Eguisheim              | À déterminer                                                                                       | Également appelée Sorga Brunna.                               | 1841         | à géolocaliser                   | Fontaine Porte Basse           |
| Fontaine Constantin            | À déterminer                  | Kaysersberg            | Sur la parvis de l'église de l'Invention-de-la-Sainte-Croix                                        | Inscrit MH (1932).                                            | 1521         | à géolocaliser                   | Fontaine Constantin            |
| Fontaine du Vigneron           | À déterminer                  | Ribeauvillé            | À déterminer                                                                                       |                                                               | 1909         | 48° 11′ 35″ nord, 7° 19′ 27″ est | Image manquante                |
| Fontaine                       | À déterminer                  | Ribeauvillé            | Sur la place de l'Hôtel-de-Ville                                                                   | Inscrit MH (1932).                                            | À déterminer | à géolocaliser                   | Fontaine                       |
| Fontaine                       | À déterminer                  | Ribeauvillé            | Sur la place de la République                                                                      | Inscrit MH (1932).                                            | À déterminer | à géolocaliser                   | Fontaine                       |
| Fontaine,                      | Copie d'après Mathurin Moreau | Sainte-Marie-aux-Mines | Sur la place Maréchal Foch                                                                         |                                                               | 1858         | 48° 14′ 42″ nord, 7° 10′ 47″ est | Fontaine                       |
| Fontaine de la Sainte-Richarde | À déterminer                  | Sigolsheim             | À déterminer                                                                                       |                                                               | À déterminer | 48° 08′ 05″ nord, 7° 18′ 01″ est | Fontaine de la Sainte-Richarde |
| Fontaine Saint-Thiébaut        | À déterminer                  | Thann                  | Sur la place de l'Église                                                                           | Inscrit MH (1934).                                            | 1549         | 47° 48′ 41″ nord, 7° 06′ 05″ est | Fontaine Saint-Thiébaut        |
| Fontaine de Turckheim          | À déterminer                  | Turckheim              | À déterminer                                                                                       | Inscrit MH (1930).                                            | À déterminer | à géolocaliser                   | Fontaine de Turckheim          |
| Fontaine                       | À déterminer                  | Vœgtlinshoffen         | À déterminer                                                                                       |                                                               | À déterminer | à géolocaliser                   | Fontaine                       |